# La Mitis
La Mitis ist eine regionale Grafschaftsgemeinde (französisch municipalités régionales de comté, MRC) in der kanadischen Provinz Québec.
Sie liegt in der Verwaltungsregion Bas-Saint-Laurent und besteht aus 18 untergeordneten Verwaltungseinheiten (zwei Städte, sechs Gemeinden, ein Dorf, sieben Sprengel und zwei gemeindefreie Gebiete). Die MRC wurde am 1. Januar 1982 gegründet. Der Hauptort ist Mont-Joli. Die Einwohnerzahl beträgt 18.210 (Stand: 2016) und die Fläche 2.281,25 km², was einer Bevölkerungsdichte von 8,0 Einwohnern je km² entspricht.

## Gliederung
Stadt (ville)
- Métis-sur-Mer
- Mont-Joli

Gemeinde (municipalité)
- Grand-Métis
- Les Hauteurs
- Padoue
- Sainte-Angèle-de-Mérici
- Sainte-Luce
- Saint-Gabriel-de-Rimouski

Dorf (village)
- Price

Sprengel (municipalité de paroisse)
- La Rédemption
- Saint-Charles-Garnier
- Saint-Donat
- Sainte-Flavie
- Sainte-Jeanne-d’Arc
- Saint-Joseph-de-Lepage
- Saint-Octave-de-Métis

Gemeindefreies Gebiet (territoire non organisé)
- Lac-à-la-Croix
- Lac-des-Eaux-Mortes

## Angrenzende MRC und vergleichbare Gebiete
- Avignon
- Matane
- La Matapédia
- Rimouski-Neigette